# Kamil Grabara
Kamil Grabara (født 8. januar 1999) er en polsk fodboldspiller (målmand), der spiller for den tyske bundesligaklub Wolfsburg. Han har tidligere bl.a. spillet for den danske superligaklub F.C. København.
Han kom til FC København i juli 2021 fra Liverpool FC, hvor han dog aldrig fik spilletid på førsteholdet, men var udlejet flere gange, blandt andet to gange til AGF i den danske Superliga.
Han har for sine præstationer som målmand for F.C. Købehavn modtaget hæderen "Det Gyldne Bur" to gange, i 2022 og i 2023.
I september 2023 blev det offentliggjort, at FCK havde indgået aftale med den tyske bundesligaklub VfL Wolfsburg om salg af Grabara med virkning fra sommeren 2024/25 med option på at effektuere købet i januar 2024.

## Karriere

### Liverpool
Grabara kom til Liverpool fra Ruch Chorzów i hjemlandet i sommeren 2016. Han indgik i første omgang i klubbens akademi, før han i forsæsonen i sommeren 2018 var med i klubbens A-trup, heriblandt på en turné i USA.

### AGF
I begyndelsen af januar 2019 blev han lejet ud til AGF for et halvt år. Her fik han sin debut i 2-0 sejren over Esbjerg på Ceres Park. Han debuterede således med et clean-sheet. Der var bred enighed om, at Grabara var en succes i AGF, men det var på det tidspunkt ikke muligt for klubben at holde på ham længere end det halve år, lejekontrakten lød på. I AGF spillede Kamil Grabara i nr. 73.

### Huddersfield
I sommeren 2019 blev Grabara udlejet i et år til Huddersfield Town F.C. Samtidigt forlængede han sin kontrakt med Liverpool.

### AGF igen
28. september 2020 blev det offentliggjort, at AGF havde indgået en ny lejeaftale med Grabara, denne gang frem til sommeren 2021. Han fik 28 kampe i Superligaen under det andet ophold i AGF, hvor han var med til at sikre, at AGF blev nummer fire og skulle spille den afgørende kamp om europæisk deltagelse. I denne kamp mod AaB havde han afgørende indflydelse i AGF's sejr, idet han i straffesparkskonkurrencen reddede tre ud af fire forsøg fra modstanderne. Det blev Grabaras sidste optræden i denne omgang, i AGF, idet lejemålet udløb.

### F.C. København
Den 3. juli 2021 blev det offentliggjort, at Grabara havde skrevet en fem-årig kontrakt med F.C. København.
I sin første sæson for FCK slog Grabara Jan Hoffmanns 22 år gamle rekord som den målmand i Superligaen, der har holdt "clean sheet" i flest minutter i sammenhæng. Han opnåede 763 minutter i træk uden af blive scoret på. Han blev dansk mester med F.C. København i 2021/22-sæsonen.
Under en kamp mod AaB den 24. juli 2022 løb Aab-spilleren Mathias Ross ind i Grabara med hovedet forerst, hvorved Grabara fik en alvorlig hovedskade, der indbar, at han siden har spillet med ansigtsmaske.
Ved udgangen af 2022 blev Kamil Grabara for sine præstationer tildelt æren "Det gyldne bur" og vandt med FCK sit andet mesterskab i 2022/23-sæsonen samt årets pokalturnering.
Den 6. september 2023 offentliggjorde FCK, at der var indgået aftale med Wolfsburg om salg af Grabara med virkning fra sommeren 2024/25 med option på at gennemføre salget i januar 2024.
I sommerpausen 2023-24 skiftede Grabara til Wolfsburg. 

## Landshold
Grabara har spillet på det polske U/17- (seks kampe) og U/21-landshold, hvor han 14. november 2017 fik debut i en kamp mod Danmark U/21 og til januar 2019 har spillet otte kampe. Ved slutrunden om EM for U/21 i 2019 spillede han alle holdets tre kampe.
Han blev i 2021-22 udtaget til det polske A-landshold til kampe mod Andorra, Ungarn og Sverige uden dog at komme på banen, men fik sin debut den 1. juni 2022 i Polens 2-1 sejr over Wales i Nations League.

## Spillestil
Grabara er en all-round målmand, som både kan dominere i straffesparksfeltet, foretage refleksredninger, sætte spillet hurtigt i gang og agere sweeper.